# Sali Nivica
Sali Nivica (Rexhin, 15 maggio 1890 – Scutari, 10 gennaio 1920) è stato un politico, patriota e giornalista albanese.
Per la sua attività patriottica ha ricevuto l'onorificenza più alta albanese di Onore della Nazione e quella di Insegnante del Popolo. Fu ucciso a Scutari da Kolë Ashiku . Sali Nivica a luglio del 1912 fu docente nel liceo di Durazzo dove fu arrestato per le sue attività anti-ottomane e imprigionato a Istanbul, dopo il personale intervento di Ismail Qemali all'epoca ancora alto funzionario della Sublime Porta egli fu liberato dalla prigionia. Subito dopo cominciò a lavorare come docente di lingua albanese nella prestigiosa Università di Robert College di Istanbul.
Egli fu membro della organizzazione Letteratura nazionale e della Commissione di difesa nazionale del Kosovo fino alla sua scomparsa. Sali Nivica fu direttore del giornale patriottico albanese Il Popolo. Durante la sua direzione il giornale propagandava l'unita dell'Albania etnica, e la liberazione del Kosovo dai serbi.